# Caecostenetroides ascensionis
Caecostenetroides ascensionis is een pissebed uit de familie Gnathostenetroidae. De wetenschappelijke naam van de soort is voor het eerst geldig gepubliceerd in 1991 door Vonk & Stock.